# Monte Gareloi
O monte Gareloi ou vulcão Gareloi é um estratovulcão ativo na ilha Gareloi, no arquipélago das ilhas Aleutas, Alasca, Estados Unidos. Atinge 1573 m de altitude e forma a maior parte da estrutura da ilha. Tem dois pequenos glaciares que sobressaem a noroeste e sudeste.
Tem dois cumes. A cratera a sul é a maior, com 915 metros de largura e com fumarolas, que se podem atribuir à falha do edifício da vertente sul, enquanto a cratera setentrional do Gareloi está fechada. 
A sua última erupção ocorreu em 1989.

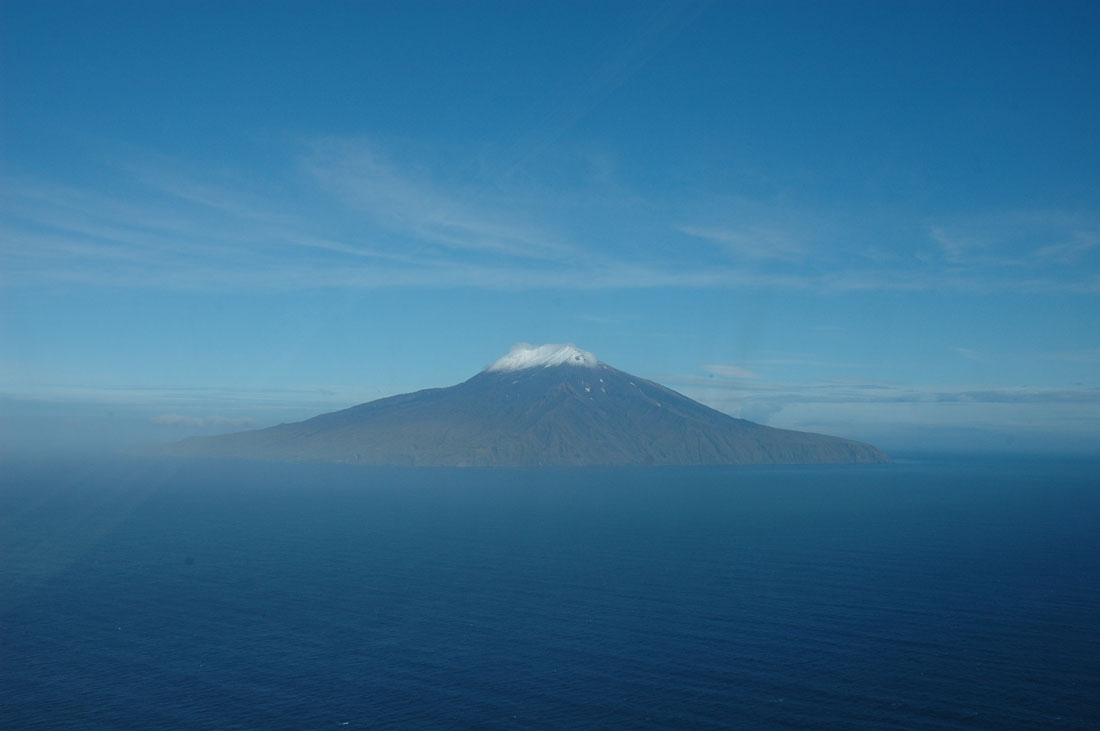
Vista da ilha Gareloi

## Geografia e geologia
Gareloi é o vulcão mais setentrional das ilhas Delarof, subgrupo das Ilhas Aleutas. É composto de duas crateras, a mais antiga é coberta por fluxos de lava que vão para as costas noroeste e sul. A cratera norte é pequena, com uma característica que sugere o colapso da cúpula em seu flanco noroeste. O flanco sul, maior e consideravelmente maior, contém atividade de fumarolas. Uma fissura criada pela erupção de Gareloi em 1929 corre ao longo do cume sul do vulcão. As íngremes falésias no lado sudoeste da ilha cortavam a antiga caldeira. Três massas na costa da ilha foram produzidas por fluxos de detritos vulcânicos.
Gareloi é de fluxos de lava e origem piroclástica. Dois episódios principais contribuíram para sua criação. Os depósitos de lava na cordilheira variam de 1 a 6 m de espessura. Alguns deles se estendem das aberturas externas do vulcão, sugerindo atividade durante o Pleistoceno.
Existem dois grandes vales de lava no lado sudoeste da ilha que têm a forma de [U]. O mais antigo desses fluxos é do Pleistoceno e é formado por andesito e traquiandesito basálticos, com pequenas quantidades de plagioclase, clinopiroxena, olivina e hornblenda.